# Legiunea a VIII-a Augusta

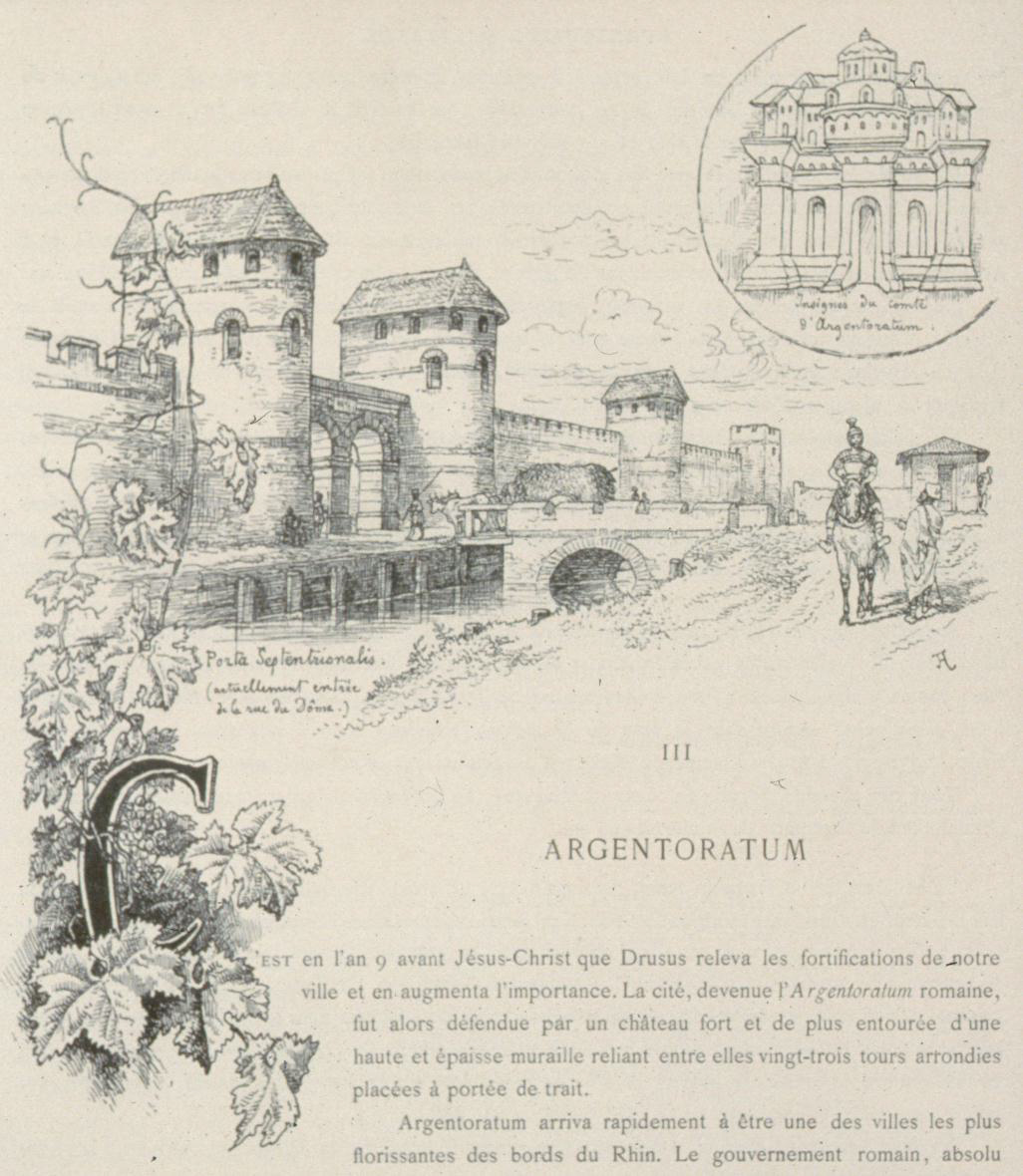
Argentoratum (actualul Strasburg), una dintre urbele principale în care Legiunea a VIII-a Augusta a fost staționată.

Legiunea a VIII-a Augusta a fost una dintre cele mai vechi legiuni Romane.
Încă de la început legiunea a avut o populație mare de sirieni, proveniți din provincii orientale, ce au răspândit prin Imperiu cultul zeiței Atargatis.